# Lysgårdsbakken
Lysgårdsbakken oficialmente conocido como Lysgårdsbakkene Ski Jumping Arena (en noruego : Lysgårdsbakkene hoppanlegg), es una colina de saltos de esquí ubicado en Lillehammer, Noruega. Consiste en una colina grande, con un punto K de 123 y un tamaño de colina de 138 m, y una colina pequeña con un punto K de 90 y un tamaño de colina de 100 m. Se inauguró en 1993 para los Juegos Olímpicos de Invierno de 1994, donde albergó las ceremonias de apertura y de clausura, además de las pruebas de salto de esquí y combinada nórdica.
Después de los Juegos Olímpicos, la propiedad se transfirió al parque municipal Lillehammer Olympiapark y desde entonces se ha utilizado para varios torneos de la Copa del Mundo de Saltos de Esquí de la FIS y de la Copa del Mundo de Combinada Nórdica de la FIS. Tiene capacidad para 35.000 espectadores y es una de las tres colinas nacionales de saltos de esquí de Noruega. En 2007, la gran colina se reconstruyó con un perfil más grande y recibió un nuevo revestimiento de plástico.
Albergó también los Juegos Olímpicos de la Juventud de Lillehammer 2016.

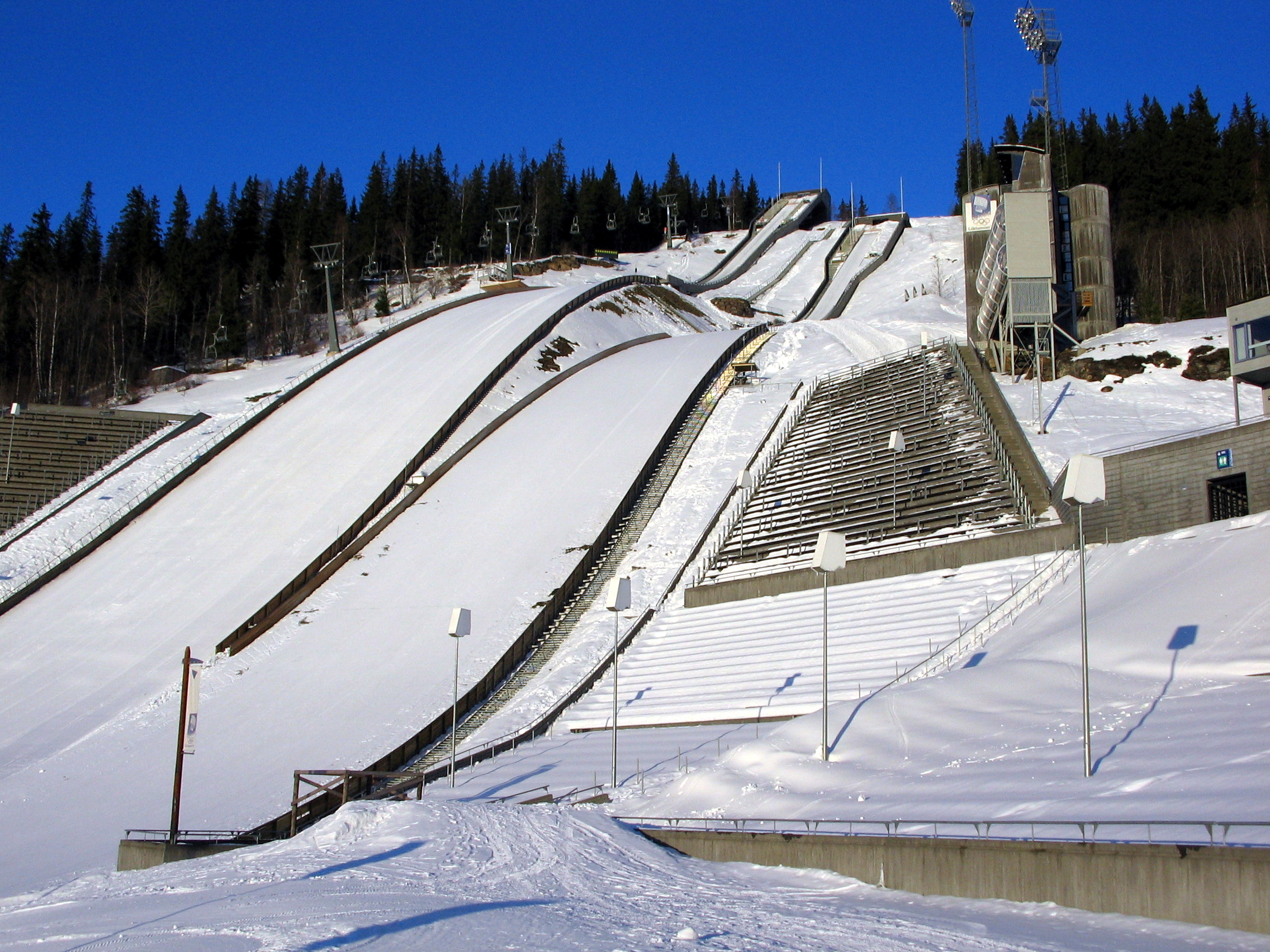
En invierno
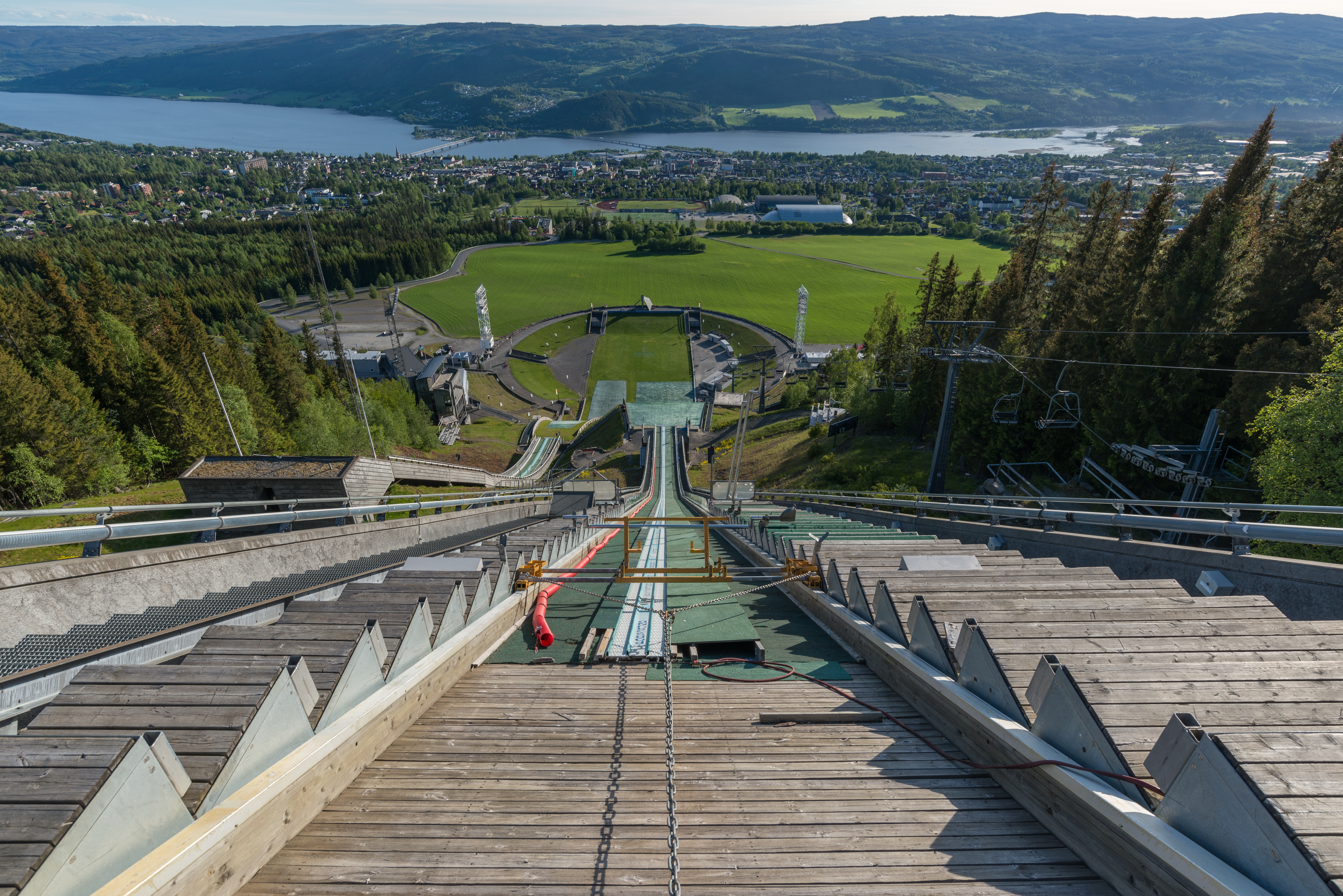
Vista hacia Lillehammer